# Цветът на надеждата
„Цветът на надеждата“ е песен на Габриела Йорданова и Иван Стоянов, която представя България на детския песенен конкурс „Евровизия 2015“ в София.
Песента е представена за пръв път на 18 октомври в неделното „Денят започва с Георги Любенов“ по Българската национална телевизия, където участва и целият екип на детската „Евровизия 2015“, ангажиран с реализацията на шоуто на 21 ноември.
Песента е послание за надеждата, мечтите и усмивките, като чрез нея може да бъде припозната „уникалната способност на децата да намират цветовете на живота“.

## Предистория
През 2015 година е обявено, че българският изпълнител на детската „Евровизия 2015“ ще бъде избран чрез отворена селекция. По-късно същата година последния етап на селекцията печели Габриела Йорданова, за която предстои да бъде написана написана конкурсна песен; през октомври 2015 година е представена „Цветът на надеждата“.

## Композиция и работен процес
Песента е написана във фа диез/сол бемол минор и има приблизителна продължителност от три минути. Тя има два куплета, по един от които за всеки от изпълнителите, и припев, следващ куплетите. Вторият глас в песента се налага от спецификата на текста и музиката, както и от намерението българското участие да се открои от предимно соловите изпълнения тази година, съобщават от организаторите на тазгодишния конкурс.
Автори на музиката на песента са Слави Трифонов, Евгени Димитров – Маестрото и Георги Милчев – Годжи, а текста написват съвместно Габриела и Ивайло Вълчев. Нейните записи са финализирани през втората седмица на октомври.

## Премиерна дейност
Песента е представена официално посредством премиерния ѝ видеоклип на 18 октомври в предаването „Денят започва с Георги Любенов“ по БНТ1.

### Видеоклип

#### Премиерен видеоклип
В премиерния видеоклип на песента Габриела се разхожда из централния площад „Свобода“ на Русе, родния си град, като това е примесено с моменти от звукозаписното студио. Тя може да се види като обикновена девойка, но и изгряваща звездица, което вероятно има за цел да напомни, че всички изпълнители на детската „Евровизия“' преди всичко са деца. Иван се появява малко по-късно в клипа и е показано как се разхожда по плажната ивица в родния Бургас.

#### Официален видеоклип
В официалния видеоклип на песента Габриела рисува, седнала на пейка, и играе на дама, а щом се появява Иван, двамата започват да се забавляват заедно. Голяма част от клипа е заснета в Морската градина в Бургас, като същият съдържа кадри с морето, мостът и един от символите на Бургас – Морското казино, от което се открива панорама към Бургаския залив. Забелязва се преход от черно-бели сцени към изпълнени с различни цветове такива съгласно лирическия ход на текста.

## Коментари и критически отзиви
За песента от родния Eurovision-bg се изказват предимно положително:
| „ | Текстът на песента е изключителен! Много дълбок и красив. За жалост, обаче, за хора неговорещи български този текст няма да представлява голям интерес – те няма да го разберат. Като цяло песента е много добра и нежна. Грабва те след няколко слушания. Успех! | “ |

| „ | Песента е много хубава. Текстът е великолепен! Габи и Иван, мисля, че ще седят добре един до друг на сцената и може да видим нещо много интересно. Единсвеният ми проблем е, че го няма „уау“ моментът в края. Някак не може да те грабне докрай и остава едно впечатление за добра песен, но нищо повече. Мисля, че имаме добър шанс да се представим достойно! | “ |

| „ | Песента е нежна и много приятна. Посланието определено е актуално за България. Габи и Иван имат прекрасни гласове и заедно звучат чудесно. Надявам се представянето им на сцената да бъде нежно, но запомнящо се, за да впечатли зрителите. Мисля, че ще видим двете деца в топ 10 в крайното класиране, а нашите надежди са и за нещо повече. | “ |

## Евровизия
На сцената в столичната „Арена Армеец“ Габриела е придружена именно от Иван Стоянов – вторият финалист от националната селекция; фактът, че Габриела ще пее в дует с Иван е посрещнат с изненада, тъй като първоначално е обявено, че тя ще представи страната на конкурса самостоятелно.

### Репетиции
Първата репетиция на Габриела и Иван претърпява леки технически усложнения. В началото на песента тя излиза сама на малката сцена, докато на голямата такава гимнастички правят фигури с топки и ленти. На екраните е проектирана дъга, която е в унисон с текста на песента. Сред графиките са звезден дъжд и конфети. Иван се появява на голямата сцена по-късно, за своята част от песента. Там двамата се срещат и правят сърце с ръце на финала.
Втората репетиция на българските изпълнители преминава без никакви технически премеждия. Габриела изглежда по-уверена на сцената, а изпълнението с Иван – безупречно. Хореографията не е променена, като сърцето, което двамата правят на финала е запазено. Има промяна в графиките: в началото на песента са тъмни, на припева се появяват дъга и цветен дъжд. Сценичните костюми все още не са ясни, тъй като се пазят за жури финала.

## Любопитно

### Песента като училищен звънец
Запланувано е песента да зазвучава вместо традиционния звънец във всички училища на страната. Началото на инициативата е поставено от столичното 134-то СОУ „Димчо Дебелянов“. „Цветът на надеждата“ e специален поздрав към българските ученици до края на месец ноември, като кампанията е посветена именно на домакинството на България на детския песенен конкурс и партньори в нея са Българската национална телевизия и Министерството на образованието и науката.

### Сходства
В песента проличава същият замисъл, който присъства и в „Планетата на децата“, а именно нагласата за по-добър свят. Освен това заглавията на песните имат еднаква конструкция от езикова гледна точка (Планетата на децата и Цветът на надеждата).